# Kento Masuda
Kento Masuda (* 29. červen 1973 Čiba) je japonský hudební skladatel a klavírista. Maestro z Řád svatého Silvestra. Masuda je také členem a Národní akademie hudebního umění a věd.

## Diskografie
- 1992 Wheel of Fortune
- 1995 Fouren
- 1998 Myojyow
- 1999 Memories
- 2000 Music Magic
- 2003 Hands
- 2006 GlobeSounds
- 2010 Light Speed+
- 2012 All in the Silence
- 2014 Loved One
- 2021 KENTOVERSE